# 하나이 란코

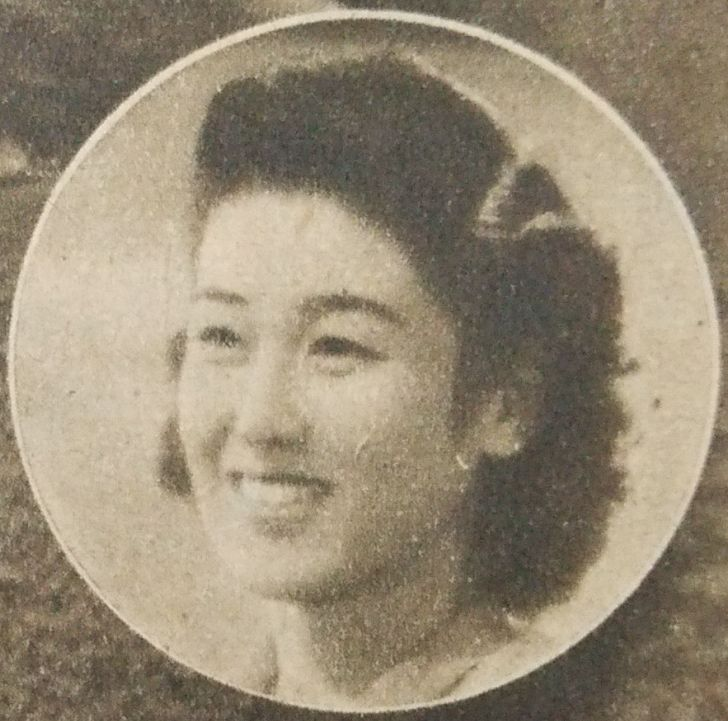

하나이 란코(Ranko Hanai, 1918년 7월 15일 ~ 1961년 5월 21일)는 일본의 배우이다.
오사카시에서 태어났다.

## 영화
- 아내의 마음 (1956년)
- 굴뚝이 보이는 곳 (1953년)
- 긴자 화장품 (1951년)
- 밥 (1951년)
- 스가타 산시로 (1943년)
- 남국태평기 (1937년)
- 백만냥의 항아리 (1935년) - 오기노 역